# Jacques Freitag
Jacques Freitag (11. června 1982, Warrenton – ?c. 1. července 2024, Pretorie) byl jihoafrický atlet, který se v roce 2003 stal v Paříži mistrem světa ve skoku do výšky. 
První úspěch zaznamenal v roce 1999 na prvním ročníku mistrovství světa do 17 let v polské Bydhošti, kde získal zlatou medaili. O rok později uspěl i na juniorském mistrovství světa v Santiago de Chile, kde též vybojoval zlato. Reprezentoval na letních olympijských hrách 2004 v Athénách, kde však nepostoupil z kvalifikace. Jeho pozdější kariéru poznamenala série zdravotních problémů. V roce 2010 se zúčastnil halového mítinku Hustopečské skákání, kde obsadil výkonem 215 cm deváté místo.
17. června 2024 zmizel krátce poté, co navštívil dům své matky v Bronkhorstspruit nedaleko Pretorie. 2. července 2024 bylo jeho tělo nalezeno na hřbitově Zandfontein v Pretorii West. Příčinou smrti bylo vícečetné střelné zranění.

## Osobní rekordy
- hala – (228 cm – 26. ledna 2005, Bydhošť)
- venku – (238 cm – 5. března 2005, Oudtshoorn)